# Condado de Josephine
O Condado de Josephine é um dos 36 condados do Estado americano do Oregon. A sede do condado é Grants Pass, e sua maior cidade é Grants Pass. O condado possui uma área de 4 252 km² (dos quais 5 km² estão cobertos por água), uma população de 75 726 habitantes, e uma densidade populacional de 18 hab/km² (segundo o censo nacional de 2000). O condado foi fundado em 1856.